# Hemmadahalli, Krishnarajpet
Hemmadahalli là một làng thuộc tehsil Krishnarajpet, huyện Mandya, bang Karnataka, Ấn Độ.